# Animal Crackers in My Soup
«Animal Crackers in My Soup» — песня, написанная специально для Ширли Темпл, представившей её в фильме 1935 года Curly Top.
Песня стала её «визитной карточкой» (наряду с «On the Good Ship Lollipop» из фильма 1934 года Bright Eyes).
Авторы — Тед Колер и Ирвинг Сизар (слова), Ричард А. Уайтинг (музыка).